# فأر معدل وراثيا

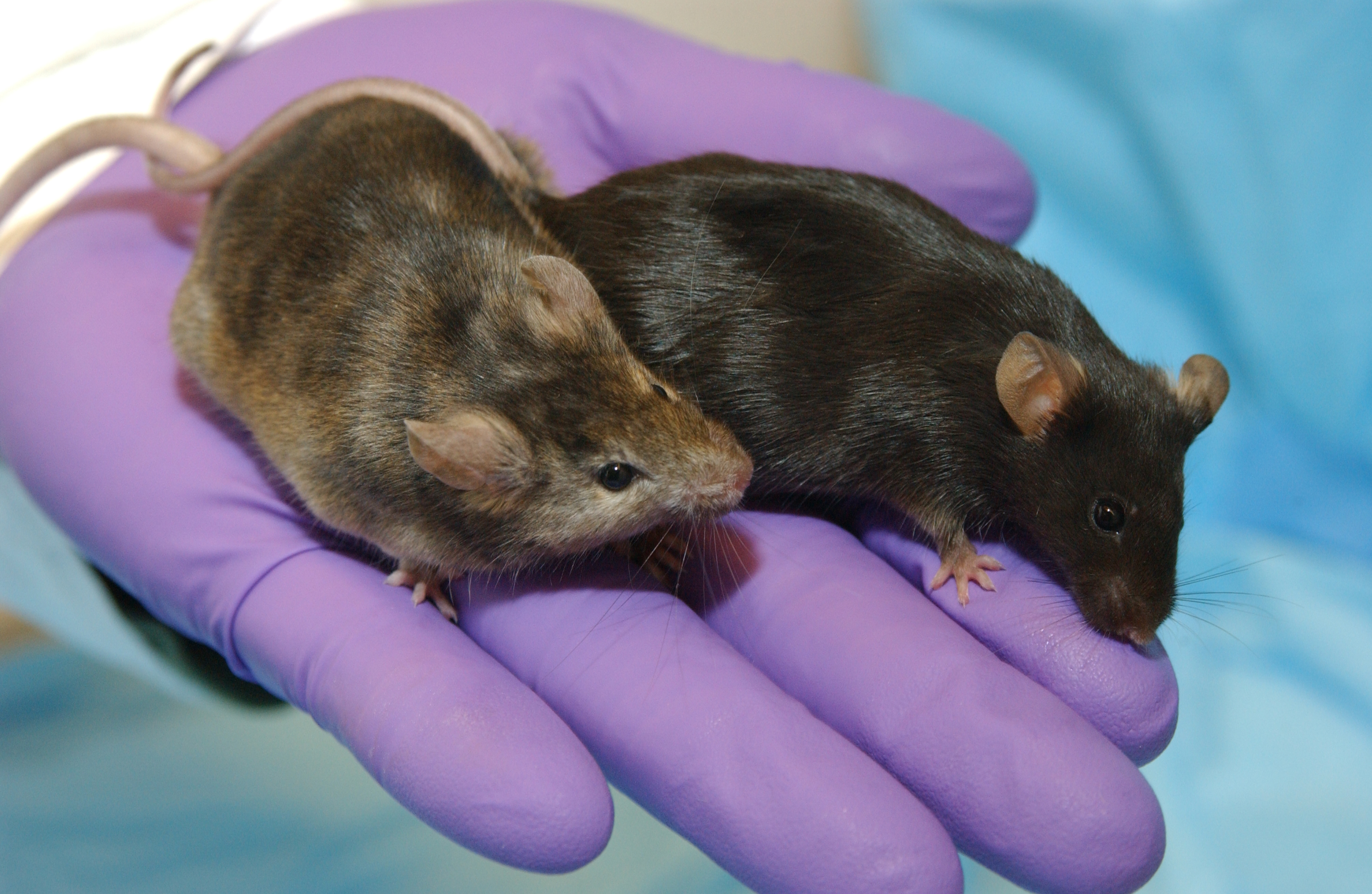
الفأر المعدل وراثيًا والذي عُطّل فيه الجين المؤثر على نمو الشعر (على اليسار) يظهر بجوار فأر معمل عادي.

نموذج الفأر المعدل وراثيًا/جينياً (GEMM) هو فأر منزلي غُيّر جينومه من خلال استخدام تقنيات الهندسة الوراثية. تُستخدم الفئران المعدلة وراثيًا بشكل شائع في الأبحاث أو كنماذج حيوانية للأمراض البشرية وتُستخدم أيضًا في الأبحاث المتعلقة بالجينات. جنبًا إلى جنب مع الطعوم الأجنبية/الغيروية المشتقة من المريض (PDXs)، تعد GEMMs أكثر النماذج في الجسم الحي شيوعًا في أبحاث السرطان. يُعتبر كلا النهجين مكملين ويمكن استخدامهما لتلخيص جوانب مختلفة من المرض. كما أن GEMMs ذات أهمية كبيرة لتطوير الأدوية، لأنها تسهل التحقق من صحة الهدف ودراسة الاستجابة والمقاومة والسمية والديناميكيات الدوائية.

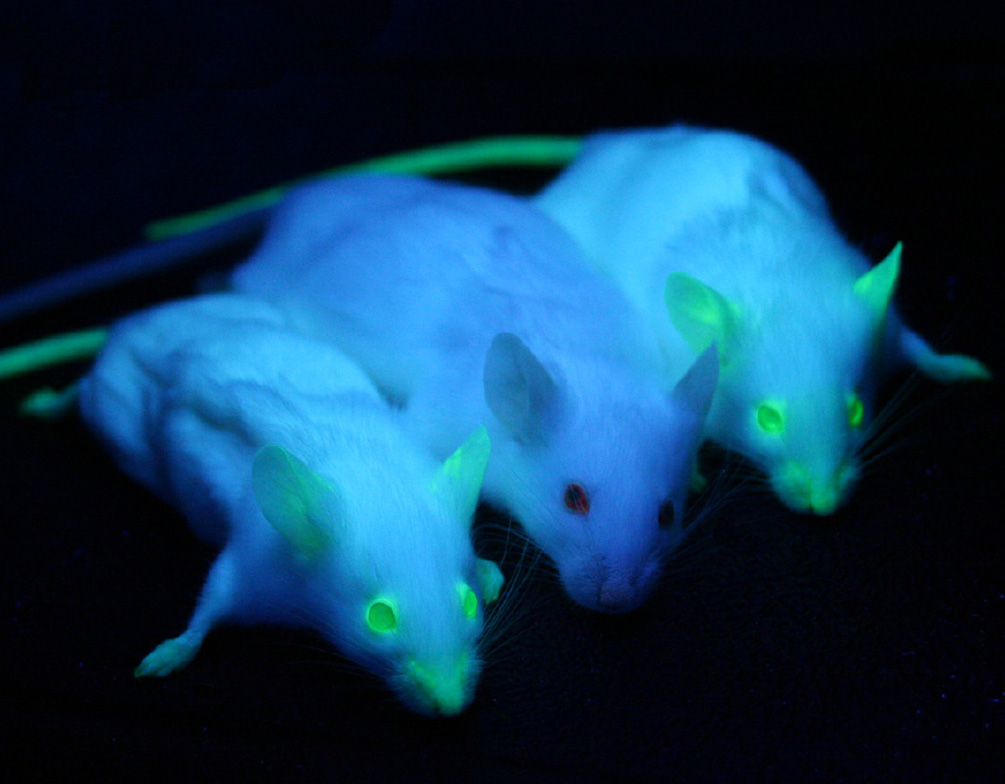
فئران متحورة وراثيًا تعبر عن بروتين فلوري أخضر يتوهج باللون الأخضر تحت الضوء الأزرق. الفأر المركزي من النمط البري.

## الطرق
هناك طريقتان تقنيتان أساسيتان لإنتاج الفئران المعدلة وراثيًا. تتضمن الطريقة الأولى الحقن النووي (Pronuclear injection)، وهي تقنية طورها وصقلها رالف إل. برينستر في الستينيات والسبعينيات، في خلية واحدة من جنين الفأر، حيث تُدمج عشوائيًا في جينوم الفأر. تخلق هذه الطريقة فأرًا متحوراً وراثيًا وتستخدم لإدخال معلومات وراثية جديدة في جينوم الفأر أو للتعبير المفرط عن الجينات الداخلية. تتضمن الطريقة الثانية، التي ابتكرها أوليفر سميثيز وماريو كابيتشي، تعديل الخلايا الجذعية الجنينية باستخدام بنية الحمض النووي التي تحتوي على تسلسلات الحمض النووي المتنادد مع الجين المستهدف. تُختار الخلايا الجذعية الجنينية التي يُعاد تركيبها مع الحمض النووي الجينومي ثم تُحقن في الكيسات الأريمية للفئران. تُستخدم هذه الطريقة للتلاعب بجين واحد، وفي أغلب الحالات "بتعطيل" الجين المستهدف، على الرغم من إمكانية حدوث تلاعب جيني أكثر دقة وتعقيدًا. يمكن أيضًا إنشاء فأر مُؤنْسَن عن طريق الإضافة المباشرة للجينات البشرية، وبالتالي إنشاء شكل فأري من الهجين البشري الحيواني. على سبيل المثال، قد تولد الفئران المعدلة وراثيًا بجينات مستضد الكريات البيضاء البشرية من أجل توفير بيئة أكثر واقعية عند إدخال خلايا الدم البيضاء البشرية إليها من أجل دراسة استجابات الجهاز المناعي. أحد هذه التطبيقات هو تحديد ببتيدات فيروس التهاب الكبد الوبائي سي (HCV) التي ترتبط بمستضد الكريات البيضاء البشرية، والتي يمكن التعرف عليها من قبل الجهاز المناعي البشري، وبالتالي يمكن أن تكون أهدافًا للقاحات مستقبلية ضد فيروس التهاب الكبد الوبائي سي.